# Oldcastle (Irlandia)
Oldcastle (irl. An Seanchaisléan) – miasto w hrabstwie Meath w Irlandii. Znajduje się w północno-zachodniej części hrabstwa, w pobliżu granicy z Cavan, około 21 km od Kells. W spisie z 2011 r. populacja miasta wynosiła 2324

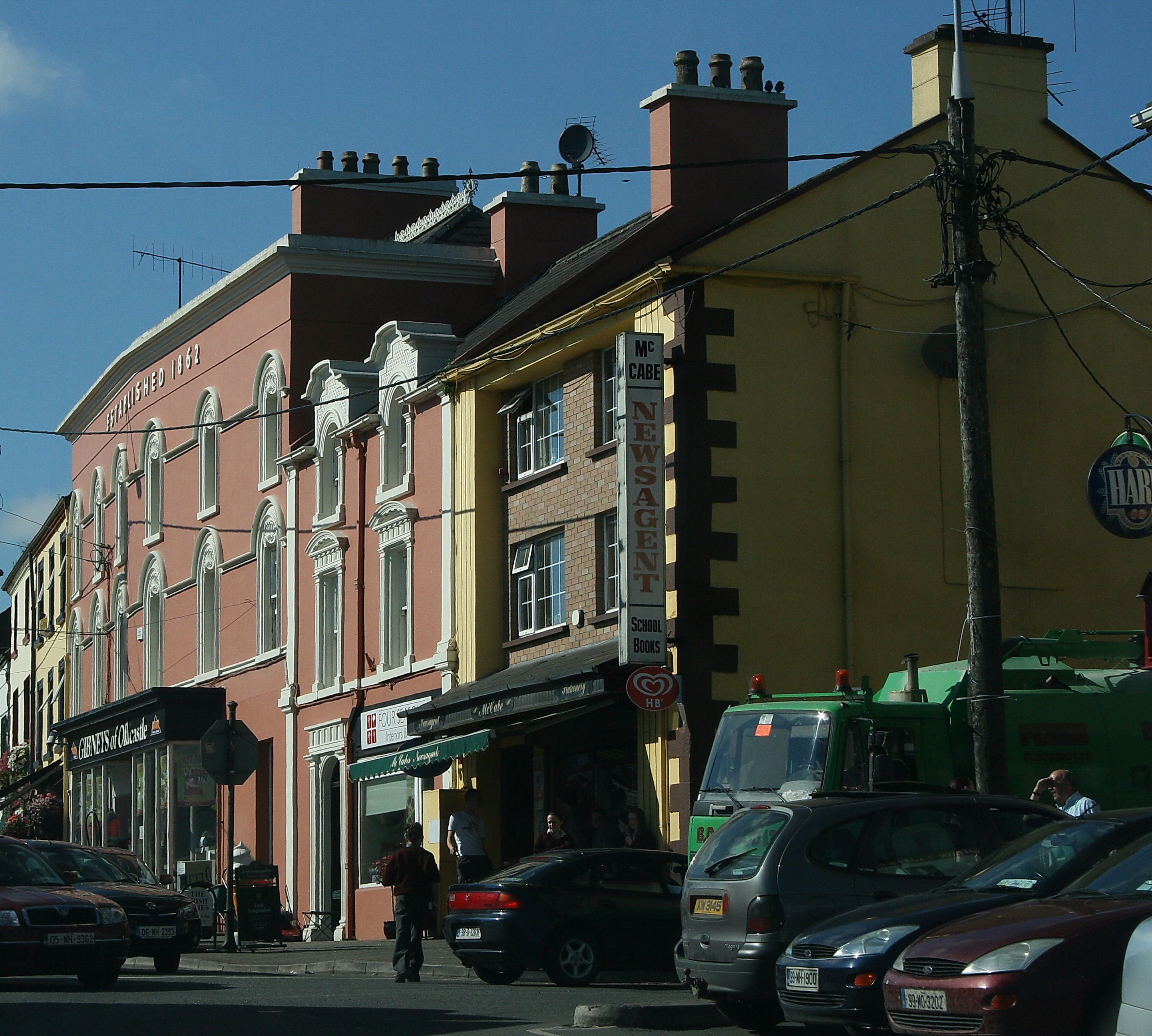
W centrum (2007)